# Sortilège (film, 2019)
Pour les articles homonymes, voir Sortilège.
Pour plus de détails, voir Fiche technique et Distribution.
Sortilège est un film dramatique franco-tunisien réalisé par Ala Eddine Slim et sorti en 2019.

## Synopsis
F est soldat et participe à des actions antiterroristes. Mais il déserte, se défait de tout — y compris sa carte d'identité — et s'enfonce dans une forêt. S, femme de la bourgeoisie tunisienne qui est enceinte, quitte le domicile conjugal. Elle rencontre F, lequel la prend sous on aile et l'aide à accoucher. Les deux personnages, menant une vie sauvage dans cette forêt — où ils rencontrent un serpent magique qui joue un rôle important dans le récit —, considéreront ne pas être en mesure de s'occuper du nouveau-né.

## Fiche technique
- Titre original : Tlamess
- Réalisation : Ala Eddine Slim
- Scénario : Ala Eddine Slim
- Décors : Malek Gnaoui
- Costumes : Nedra Gribaa
- Photographie : Amine Messadi
- Montage : Ala Eddine Slim
- Musique : Mondkopf, Frédéric D. Oberland, Stéphane Pigneul et Jean-Michel Pires
- Producteur : Juliette Lepoutre, Pierre Menahem et Ala Eddine Slim
- Société de production : Exit Productions, Still Moving, Inside Productions et Madbox Studios
- Sociétés de distribution : Potemkine Films
- Pays d'origine :  France et  Tunisie
- Langue originale : arabe
- Format : couleur
- Genre : drame
- Durée : 120 minutes
- Dates de sortie :
  - France : 
    - 21 mai 2019 (Cannes 2019)
    - 19 février 2020 (en salles)

## Distribution
- Abdullah Miniawy : S
- Souhir Ben Amara : F
- Khaled Benaissa

## Autour du film
- Le titre original du film est Tlamess. En dialecte tunisien, cela signifie « lancer une malédiction »[1].
- Ala Eddine Slim a revendiqué l'influence de Stanley Kubrick. Il s'est inspiré de 2001, l'Odyssée de l'espace, en faisant apparaître un monolithe noir dans la forêt, de Full Metal Jacket, à travers le suicide d'un soldat tunisien, et d'Orange mécanique en filmant les yeux des protagonistes en très gros plans[2].